# Janet Waldo

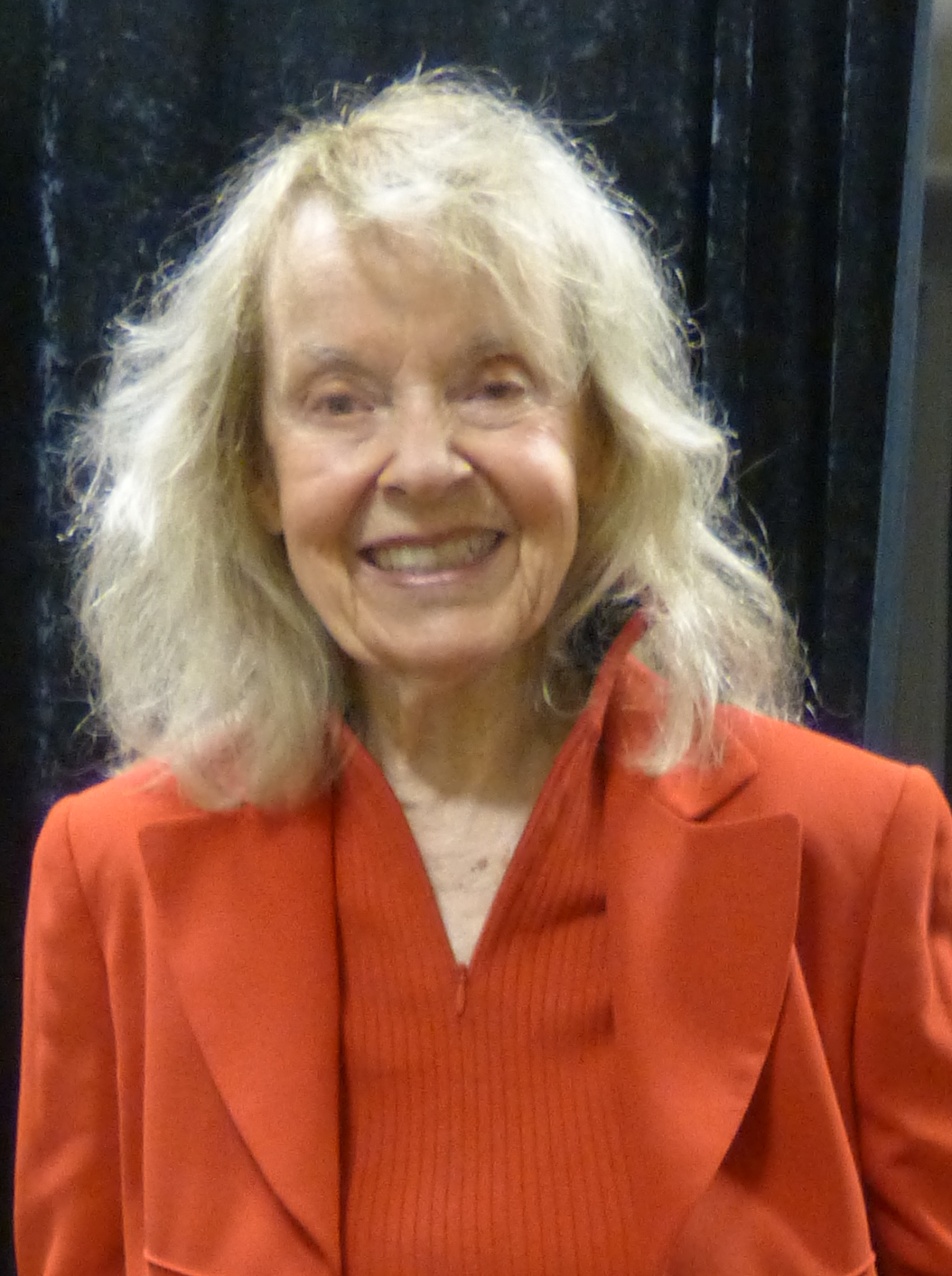
Janet Waldo 2013.

Janet Marie Waldo, född 4 februari 1920 i Yakima, Washington, död 12 juni 2016 i Encino, Kalifornien, var en amerikansk radio-, tv-, animations- och live-action-skådespelare. Hon är mest känd inom animation för att ha gjort rösterna till Judy Jetson i Familjen Jetson (1962–1987), Nancy i Shazzan, Penelope Pitstop, och Josie i Josie and the Pussycats, och på radio för Meat Corliss Archer.

## Tidigt liv
Waldo föddes i Yakima, Washington. Hennes mor Jane Althea Blodgett, var en sångerska utbildad vid Boston Conservatory of Music, och hennes far, Benjamin Franklin Waldo, var en avlägsen kusin till Ralph Waldo Emerson. Hennes syster, Elisabeth Waldo (född 18 juni 1918), är en auktoritet inom pre-Columbiansk musik och en prisbelönt kompositör-violinist som medverkade i filmen Sången om Mexiko (1945).
Waldo studerade vid University of Washington, där hennes prestation i en studentteater gav henne en utmärkelse och gjorde att hon uppmärksammades av Bing Crosby. En talangscout från Paramount Pictures, som var med Crosby på den tiden, anlitade Waldo för en provspelning, vilket ledde till ett kontrakt med studion.

## Radio, film och TV
Waldo medverkade i flera dussin filmer i okrediterade delar och små roller, även om hon var protagonisten i tre Westerns, två av dem med Tim Holt i huvudrollen.
Hennes stora genombrott kom i radio med en roll i Cecil B. DeMille's Lux Radio Theater. I hennes radiokarriär, lånade hon ut sin röst till många program, däribland Edward G. Robinson's Stora staden, The Eddie Bracken Show, Favorite Story, Four Star Playhouse, The Gallant Heart, One Man's Family, Sears Radio Theater och Stars over Hollywood. Hon spelade en av huvudrollerna med Jimmy Lydon i CBS:s sitkom Young Love (1949–1950), och hon hade återkommande roller i The Adventures of Ozzie och Harriet (som tonåringen Emmy Lou), The Red Skelton Show och People Are Funny.